# 奥托萨昔单抗
奥托萨昔单抗（英语：Obiltoxaximab）是一种单克隆抗体药物，设计用于治疗接触炭疽芽孢杆菌孢子（炭疽病原），以Anthim等商品名出售。
该药物由Elusys Therapeutics公司开发。

## 医疗用途
奥托萨昔单抗适用于所有年龄段的患者，与适当的抗菌药物联合治疗炭疽杆菌引起的吸入性炭疽。当替代疗法不合适或不可用时，它还适用于所有年龄组的吸入性炭疽暴露后预防。

## 社会和文化

### 法律地位
2016年3月，奥托萨昔单抗被美国食品和药物管理局批准用于治疗和预防吸入性炭疽。
2020年9月17日，欧洲药品管理局的人用药品委员会通过了积极意见，建议在特殊情况下授予奥托萨昔单抗上市许可，用于治疗或暴露后预防吸入性炭疽。该药品的申请人是SFL制药德国有限责任公司。它于2020年11月在欧盟获准用于医疗用途。